# Wensickendorf
Wensickendorf è una frazione della città tedesca di Oranienburg, nel Land del Brandeburgo.